# Wilhelm Stekel
Pour les articles homonymes, voir Stekel.
Wilhelm Stekel, né le 18 mars 1868 à Boian, ville de Bucovine actuellement située en Ukraine, et mort le 25 juin 1940 à Londres, est un médecin et psychanalyste autrichien.

## Biographie
Wilhelm Stekel fait ses études secondaires  dans une école allemande de Czernowitz, puis étudie la médecine à Vienne et soutient sa thèse de doctorat en 1893. Il travaille dans la clinique de Krafft-Ebing. Il devient en 1901 ou 1902 journaliste médical du Neues Wiener Tagblatt, sans doute grâce à la recommandation de Freud avec qui il fait une analyse en 1902. Il est le fondateur de la Société psychologique du mercredi la même année, et il en est le membre le plus actif durant une dizaine d'années, mais il s'oppose à Freud et quitte la vice-présidence de la Société en 1911, puis en démissionne un an plus tard. Il crée l'Institut de psychanalyse active, à Vienne et fonde plusieurs revues de psychothérapie, qu'il dirige. Il quitte Vienne au moment de l'Anschluss (1938) et s'installe à Londres. Il est l'auteur d'une cinquantaine d'ouvrages. Il se suicide, pour plusieurs raisons, en lien avec sa santé et son inquiétude à l'égard de la situation politique.
Son fils, Éric-Paul Stekel, fut chef d'orchestre et compositeur.

## Littérature
Wilhelm Stekel est cité vers la fin du roman L'Attrape-cœurs  de J. D. Salinger : « L’homme qui manque de maturité veut mourir noblement pour une cause. L’homme qui a atteint la maturité veut vivre humblement pour une cause. ».

## Publications
- Onanie und Homosexualität (die homosexuelle Parapathie), 1917 [Onanisme et homosexualité (la parapathie homosexuelle), traduction par Paul-Émile Morhardt, Gallimard, 1951]
- L'homme impuissant, Gallimard, 1950.
- La vie vécue dans le rêve et l'interprétation des rêves, Anabas, 1993,  (ISBN 2909535061).
- L'éducation des parents, 1938.
- Lettres à une mère, 1938.
- La femme frigide, Gallimard, 1937.
- Les états d'angoisse nerveux et leur traitement, traduction par  Lucien Hahn, Payot.
- Technique de la psychothérapie analytique, Paris, Payot, 1975 (ASIN B0000DOZCA).